# Hemaglutinina del sarampión
Hemaglutinina del sarampión es un tipo de hemaglutinina producida por el virus del sarampión.
El cual se une al CD46.